# Keita Nakamura (calciatore)
Keita Nakamura (中村 慶太?, Nakamura Keita; Chiba, 30 giugno 1993) è un calciatore giapponese, centrocampista del V-Varen Nagasaki.